# 다치
다치(종카어: དར་ཚི་)는 부탄의 전통 치즈이다. 소젖이나 야크젖으로 만들며, 티베트의 추르피와 비슷하다. 발효유에서 버터를 얻고 남은 우락유를 응고시켜 만든 산유 치즈이다. 에마 다치, 게와 다치 등의 음식을 만드는 데 쓰며, 치즈가 들어간 이러한 요리를 "다치"라 부르기도 한다.

## 같이 보기
- 추르피